# Богородичне
Богоро́дичне — село Святогірської міської громади Краматорського району Донецької області, Україна.

## Географія
Село Богородичне знаходиться на правому березі річки Сіверський Донець, на північному схилі Донецького кряжа на території НПП «Святі Гори». Через село проходить автодорога Слов'янськ - Святогірськ. Відстань до Святогірська - 4,7 км.

## Історія

### Передумови заселення
Прилеглі території безперервно або з незначними перервами заселялися в енеоліті, бронзовій добі, в античний час, у середньовіччя (пеньківська культура), у хозарський період, під час класичного середньовіччя і, нарешті, у 17-му столітті.
На територіях, що примикають до середньої течії Сіверського Дінця, жили кімерійці, скіфи, сармати, алани, готи, гуни, хозари, печеніги, половці. Слов'янські поселення виникли у VI столітті н.е.
З середини X століття починається боротьба за лівобережжя Дніпра. У 964-965 роках Київський князь Святослав здійснив успішний похід проти хозар та практично знищив Хозарський каганат.
На початку XVI століття з'являється прикордонно-сторожовий пункт «Святогірська сторожа» на правому березі за один кілометр від сучасного мосту за течією річки. В кінці XVI століття на цьому місці з'являється переправа через Сіверський Донець, яка була частиною стратегічної «посольської» дороги з Москви до татарського степу («кримська» сторона Дінця) і далі до Криму.
В околицях села знайдено кілька виробів, які безумовно належать до цього періоду. У XVII столітті переправу обслуговували ченці Святогірської пустелі, іноді невеликі козацькі загони з прилеглих селищ, які брали за працю помірну плату. Між громадами існувала конкуренція за право обслуговувати посольську дорогу, хоча це вважалося традиційним джерелом доходу Святогірського монастиря.
Переправа та монастир були центром тяжіння однаковою мірою як осілого населення, так і для соціально-нестійких елементів.
Про присутність у районі с. Богородичне воєнізованого поселення в  XVII— XVIII століттях свідчить документ-оповідання ченця Святогірського монастиря, уродженця с. Богородичне, записане 1850 року: "Государев Яр, інше — Погрибівський і третє — Городище. Государев Яр отримав свою назву тому, що там закопана государева скарбниця. Віз, кажуть, чумак государю з лінії гроші на двох парах, тоді дороги на Голу Долину не було, а йшла вона через Теплинський ліс. Ось гайдамаки і перехопили того чумака і завели в яр, викопали яму і вивернули туди всі гроші, возами затоптали, а чумака відпустили. З того часу пішла назва Государев Яр. А Погрибівський Яр отримав своє ім'я від гайдамацьких льохів; там, де вони жили, є й досі печери. Городище обнесено навколо валом і окопано канавою, а посередині майданчик - там саме вся їхня братія жила".

### Слобідська Україна
Святогірський монастир приваблював нових поселенців. У царській грамоті 1704 року землі Святогірської обителі визначені в межах уздовж Сіверського Дінця від гирла річки Студенецький колодязь до гирла річки Чорний Жеребець: «лісами та сінними покосами і всякими угіддями володіли Святогірського монастиря старці по дачі».
1704 року Святогірський монастир з його маєтками був приписаний Азовському Предтечеву монастирю й прохання монастиря про утворення селища було підписано азовським губернатором генерал-адміралом графом Ф. М. Апраксиним. 
За народними переказами на поверхні води одного з сільських колодязів було знайдено ікону Божої Матері «Всіх Скорботних Радість», відтоді селище носить ім'я Богородичне.
Перше та трагічне випробування Богородичному принесла епідемія чуми, занесена з півдня 1718 року. У Святогірському синодику це записано так: «…мор великий почався, спочатку у Бахмуті і Торі, потім у Ізюмі і навколишніх градах і лісах».
1738 року чума з'явилася знову, 1739 — втретє в цих місцях і знищила більше половини населення. Про це свідчать архівні документи. З ревізії 1732 року показано в маєтках Святогірського монастиря: «У Студенку 124 душ чоловічих і при храмі школа, в Богородичному 63 душ чоловічих.».
Після чуми почалося нове заселення місцевості. Першими поселенцями села були селяни на прізвища: Сорока, Гнилицький, Гончар, Невара, Бідевка. Це відбилося на назвах частин села: Сороківка, Гнилицівка, Гончарівка, пізніше з'явилися Передерівка, Неварівка та Бухтя.

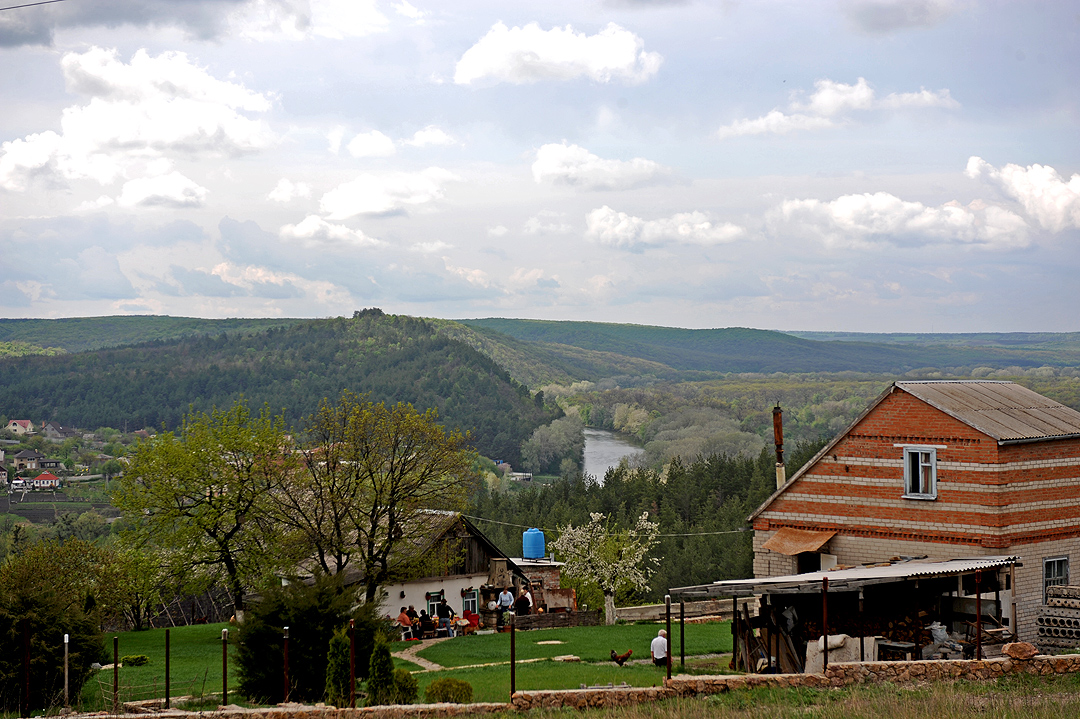
Краєвид Богородичного

У грудні 1788 року Святогірський монастир було закрито. Ще раніше маєтки та інше майно було вилучено та передано у власність державної Колегії економії. Колишні монастирські селяни Богородичного отримали землі, які раніше обробляли для монастиря. Вони звільнялися від оброку на користь церкви і обкладалися казенним оброком у вигляді півтора карбованця на душу, як державні селяни.
1765 року було видано постанови, що посилюють поміщицьку владу. Поміщикам надавалося право засилати селян на каторгу. Указом від 22 серпня 1767року кріпакам було заборонено подавати скарги на панів під страхом покарання батогом і заслання на вічну каторгу.

#### Побут
Побут богородчан був суто українським. Матеріалами для будівництва хат були дерево, ґонт, очерет та солома. Це або рубані з колод, або мазанки з хмизу, обмазані зсередини і зовні глиною. У хаті просторі сіни, підлога також глиняна. У заможніших селян піч обкладена кахлем.
Характерною рисою для більшості була пристрасть до чистоти і насамперед у хаті. Хату білили по суботах та до великих свят, влітку також зовні. Вікон зі скла в хаті не менше трьох. Звичайними предметами внутрішнього оздоблення були образи, лавки, домоткані килимки, ковдри, рушники. У кутку під образами зазвичай стояв вузький і довгий чисто вимитий стіл, покритий полотном. Звичайна хата мала дві половини: одна для господаря із сімейством, а друга з галереєю – для гостей.
Жителі села минулих століть харчувалися непогано. Рідко у кого не було короваю, випеченого з добре просіяного житнього борошна. Їжу варили двічі на день — вранці та ввечері. Варили борщ з буряка з капустою, з пшоняною затиркою, з квасом і салом. Ввечері зазвичай до столу подавалися гречані або пшеничні вареники з сиром, гречані галушки з салом, густа пшоняна каша з салом чи маслом. Влітку готували холодець. Сад, город та баштана були у кожного. Утримувалося багато рогатої худоби, волів та робочих коней.

#### Праця
Сіяли більше ярого, ніж озимого хлібу, бо в безсніжні зими посіви вимерзали. Землю орали плугом на волах, запряжених від 2-х до 4-х пар. Землю берегли і дотримувалися сівозміни: на нових високих землях сіяли просо або аніс, далі яру пшеницю, на третій рік сіяли овес, потім жито і кілька років поле відпочивало.
Скошений хліб або залишали на полі в копицях, або одразу відвозили до села. Снопи молотили на токах. Середній врожай озимого жита - сам 7, озимої пшениці - сам 5, вівса - 9, ячменю - 7, ярої пшениці - 4, проса - 10, гречки - 7, маку - 20, анісу - 10 (сам — в поєднанні з порядковим числівником утворює складний прикметник, який означає, у скільки разів більше було отриманого, від того скільки було засіяно. Так, сам 7 — всемеро збільшений врожай).
Зберігали врожай в сухих ямах із соломою. На продаж віддавався переважно ярий хліб.
Скотарство - другий найважливіших вид сільськогосподарських робіт. Будували сараї та загони для худоби, її лікували, годували та напували, заготовляли сіно та інший корм.
Як промисел, були поширені садівництво, бджільництво та винокуріння. Ті, хто не має своєї землі ходили на заробітки в іншу місцевість.
Окремо слід згадати в Богородичному гутний промисел: «З ревізії 1732 року при скляному заводі 29 душ чоловік».
Станом на 1795 рік у слободі Богородичній було землі: 600 десятин під садибами, 9360 під ріллею, 2000 під сіножатями та 10000 — ліс, сади та виноградники. Також 2 млина з 6-ма поставами (млиновий постав - водяне колесо і борошномельний агрегат).
На околицях села археологами знайдено численні свідчення залізоплавильного виробництва.

#### Освіта
Перша церковно-парафіяльна школа була відкрита 1880 року. За офіційними списками навчальних закладів Харківської губернії за 1914 рік у Богородичській волості було шість церковних народних училищ, у тому числі й у Богородичному.
На практиці це були однокласні трирічні початкові школи, і одне світське Богородичанське училище, яке розташовувалося у житлових приміщеннях, наполовину зайнятих вчителями та братією.
Середніх навчальних закладів у Богородичській волості відкрито не було. 1900 року у Богородичанському народному училищі було відкрито бібліотеку, при ній 1912 року працювала читальня, яка отримувала сільськогосподарський журнал «Хлібороб». У школі за довгими столами сиділи всі три класи: у першому ті, що вчили буквар, у другому вчили часослів і третьому — псалтир. 2-й та 3-й класи вчилися писати.
Нерідко серед школярів були й дорослі. У 3-му класі набирали охочих навчатися церковного співу. У школі було дуже галасливо, оскільки кожен читав чи співав своє.
Однією з проблем була відвідуваність. У сільських господарствах майже всі члени сім'ї разом із дітьми були зайняті на сільгоспроботах. Тому навчальний рік розпочинався 1 жовтня, а припинялося навчання у квітні з настанням періоду весняних робіт у господарствах. Крім того, існували і тривалі канікули — на Різдво та Великдень. У період зимових холодів серйозною причиною не відвідувати школу ставала відсутність теплого одягу та взуття.
Все це сприяло відсіву учнів, яке сягало 8—12 %. Але головною причиною, через яку багато хто не міг завершити навчання, було те, що батьки забирали дітей зі школи з метою передачі їх у найм, або для навчання якомусь ремеслу.
За радянських часів 1930 року сільську школу перетворено на семирічну, а 1939-го — на середню.

#### Панщина
Наприкінці 1790 року монастирські землі і в тому числі Богородичне були подарувані князю Григорію Потьомкіну-Таврійському. За відомостями Ізюмського повіту за 1797 рік в селі проживало 777 мешканців, у тому числі 391 чоловічої статі.
Барон В. В. Енгельгардт (1791—1828 роки) мав репутацію дбайливого господаря, добре дбав про свої маєтки, які приносили чималий дохід: збільшив ріллю та сіножаті, зберіг лісові угіддя, поставив кілька млинів і гуральню. Всіляко сприяв налагодженню сільських господарств, суворо забороняв пияцтво та крадіжки. Такі методи сприяли розвитку торгівлі та розширенню Успенського ярмарку (28 серпня).
Княгиня Т. В. Юсупова (1828-1841) вважалася знавцем у фінансових питаннях, продовжила традиції дбайливого управління, успадковані від брата - А. М. Потьомкіна (1841-1861). Цей період володіння відзначений виділенням значних коштів та землі на користь відновлення Святогірського монастиря.
Після виходу Маніфесту про скасування кріпосного права у маєтку було проведено реформу зі звільнення селян. Вони наділялися ділянками землі в особисте користування з виплатою оброку та відробіткових днів у маєтку поміщика. За це потрібно було сплатити оброк у сумі 6 рублів 49 копійок на рік. Також обумовлювалися умови для риболовлі в річці та полювання. Допуск оформлювався у маєтку з дозволу власника.
Граф Г. І. Рібоп'єр (1872-1917) в історії містечка Святогірськ (група селищ від Пришиба до Студенка) відзначився 1905 року придушенням зіткнення селян із найнятими для охорони маєтку черкесами. В результаті 6 людей було вбито, багато поранено. 70 людей заарештовано. Причиною протестів були жорсткі правила користування природними ресурсами, що належать графу, а також штрафи за їхнє порушення.

#### Населення

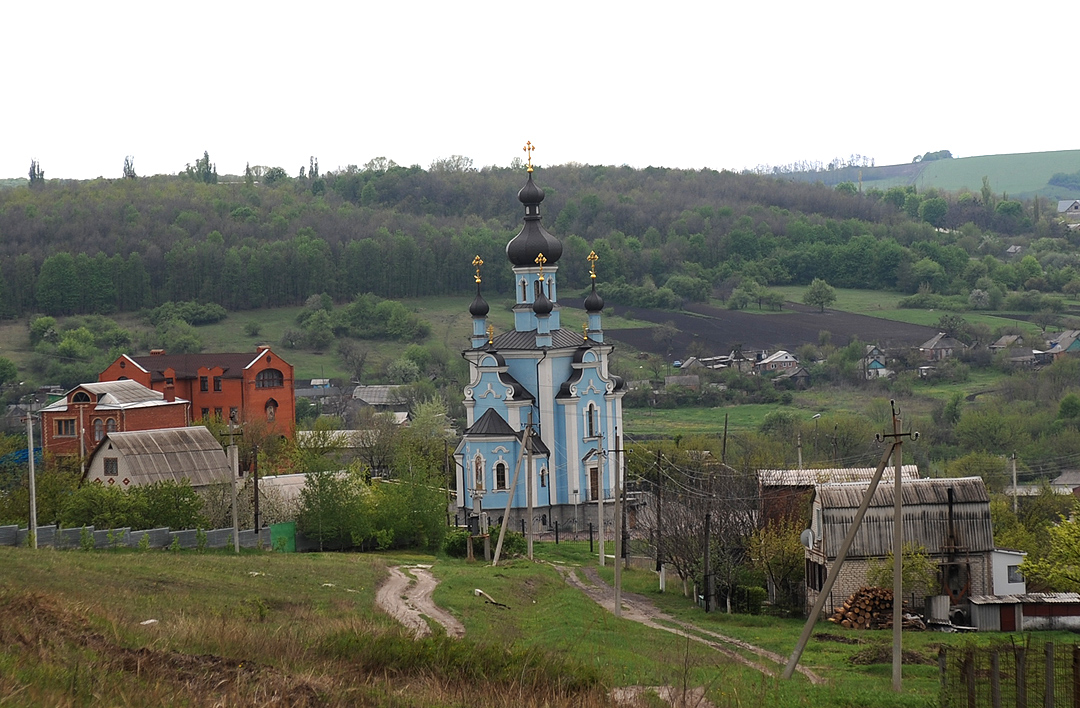
Скит у Богородичному

У селі Богородичному число парафіян: 1790 року - 465 чоловіків, 415 жінок; 1810 - 822 чоловіків, 850 жінок; 1830 - 1259 чоловіків, 1479 жінок; 1850 - 1396 чоловіків, 1482 жінок».
Станом на 1864 рік зареєстровано 245 дворів, 704 особи чоловічої статі та 746 - жіночої. У довіднику Богородичного зазначено, як власницька слобода.
За даними першого Загального перепису населення від 1897 року в селі Богородичне мешкало 2050 мешканців. На початку 20 століття Богородичне у науковому виданні показано так: «…на правому березі Сіверського Дінця волосне село Богородичне, що має мешканців близько 3500 осіб; у селі кілька лавок, щотижневі базари та 2 ярмарки».
У Довіднику Харківської єпархії: "Храм ікони Божої Матері "Всіх Скорботних Радість" побудований 1847 року на кошти Олександра Потьомкіна. Прихожан 1528 чоловікчої статі, 1312 жіночої. Недільна і дві церковнопарафіяльні школи. Священник Василь Федоров, церковний староста Назарій Будняк."

### Національно-визвольні змагання
Зміна влади у жовтні 1917 року для жителів Слов'янського повіту та Богородичанської волості відбулася мирним шляхом: всього у Слов'янську було 3 влади — Тимчасовий уряд, совєти та Центральна Рада.
З 3 грудня 1917 року — у складі Української Народної Республіки, згодом — Української Держави.
Першим головою Богородичанської сільської ради було обрано більшовика Шалашного Р. П. 1918 року в селі було організовано комбід (комітет бідноти). Його головою було обрано Курченка Р. Ф. Великі земельні володіння графа Рібоп'єра, багатих селян Фінченка та Тонконоженка, були розділені між малоземельними та безземельними селянами. Кожен отримав від 10 до 30 десятин залежно від кількості членів родини.
За підсумками Берестейського миру з травня і до анулювання умов миру в листопаді 1918 року, територія села знаходилася під контролем німецької арміії, через що виникала радянські збройнізагони. Після відходу німців для нейтралізації впливу більшовиків генерал Краснов висунув сюди частини 2-ї та 3-ї Донських дивізій.
У грудні 1919 року частини Червоної армії окупували село Богородичне, вибивши армію Центральної Ради проте боротьба з загонами Савонівців ще тривала деякий час. В підсумку Першої Світової та Більшовицько-української війн для господарства виявився катастрофічними: скорочення посівних площ та голод населення. Голова Богородичанської волості доповідав « …в Богородичному зареєстровано голодуючих 246 душ, їх до 16 років 154 душі».

### Радянська окупація
З 1920 року село остаточно окуповано радянською владою.
Зі зміцненням радянської влади 1930 року селян об'єднали у сільськогосподарську артіль імені Петровського. Колгосп мав 3005 га землі, з них 1670 орної.
У селі була збудована колгоспна контора, клуб, дитячі ясла, відкрито школу на 480 учнів. У передвоєнні роки в селі було 840 дворів, мешкало 3 тисячі осіб.

#### Друга світова війна

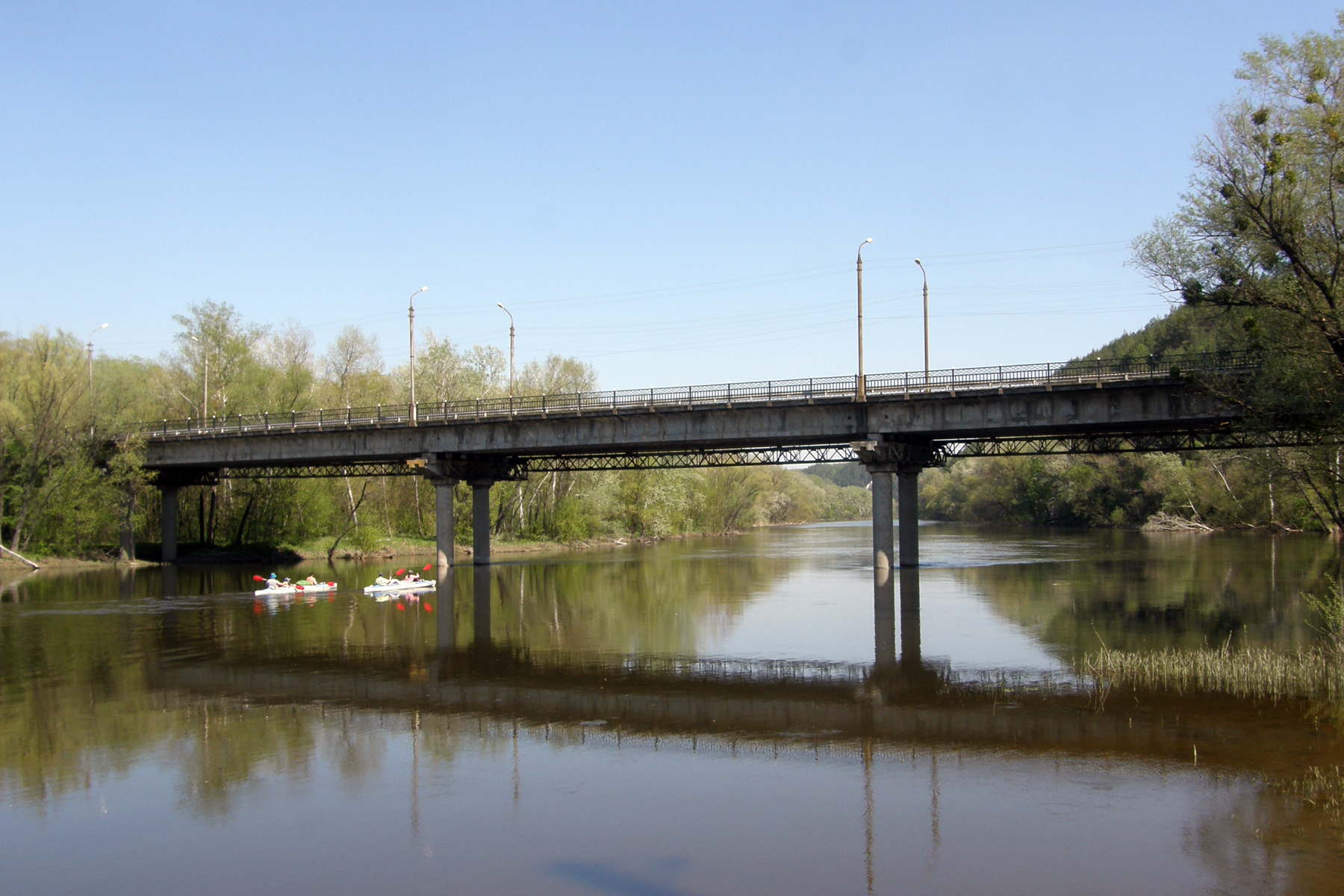
Міст у Богородичному

В період Другої світової війни жителі села були зайняті спорудженням переправи через Сіверський Донець та влаштуванням захисної греблі на лузі біля села. У Богородичному було розміщено штаб 9-ї радянської армії. Під час відступу радянських військ евакуювали також і колгосп, основне майно переправили за Сіверський Донець, зерно і бджолині вулики роздали по дворах.
15 жовтня 1941 року село окуповане німецькими військами. Німці зібрали комуністів та комсомольців, вивезли до села Долина та розстріляли. Під розстріл потрапили також і євреї.
В грудні 1941 року село повторно окуповане Червоною армією.
17 травня 1942 року село знову окуповують німці, які нанесли ніщивної поразки військам Червоної армії. Авіація зруйнувала міст через Сіверський Донець. Багато людей потонуло, на березі було кинуто багато техніки та військового майна.
2 лютого 1943 року село знову окуповує Червона армія.
3 березня 1943 року село знову займають війська Німеччини, майже всі житлові будинки були знищені.
5 вересня 1943 року відбувається остаточна радянська окупація села Богородичне.
Наприкінці серпня 1943 року частини 230 та 79-ї гвардійської стрілецьких дивізій форсували Сіверський Донець і розгорнули важкі бої в районі сіл Пришиб, Тетянівки та Богородичного. 
На фронтах війни загинули чи зникли безвісти 62 мешканці села. Постійні бойові дії завдали великої шкоди селу: залишилося 14 напівзруйнованих хат, розбито всі колгоспні споруди, магазин, клуб, школу, знищено чи вивезено весь сільськогосподарський інвентар.

#### Післявоєнний період
1951 року колгосп з усіх видів тваринництва виконав трирічний план. 1958 року колгосп імені Петровського об'єднався з колгоспом імені Леніна Долинського сільради і село Богородичне стало третьою комплексною бригадою колгоспу імені Леніна. У бригаді було 3005 гектарів землі, у тому числі ріллі 1670 га, 42 гектари старого та 25 га - нового саду, 7 тракторів, 6 автомашин, необхідна кількість сільськогосподарської техніки, лісові угіддя.
Побудовано клуб, працював фельдшерсько-акушерський пункт. У восьмирічній школі навчалося 150 дітей колгоспників та закінчувалося будівництво нової на 320 місць. 1958 року у Богородичному мешкало 2183 особи.

### Незалежна Україна
Колгосп припинив існування у 1990-х роках внаслідок розпаду СРСР і подальшого впровадження елементів ринкової економіки. Земля та неземельні засоби виробництва були поділені на індивідуальні паї в рівних частках серед членів колгоспу та пенсіонерів. Господарство було перереєстровано у ТОВ «Богородинський», яке самоліквідувалося у 2000-му році.
Станом на 2013 рік у селі Богородичне зареєстровано 4 приватні торгові підприємства, розпайовані землі та виробничі приміщення орендуються фермерськими господарствами, розташованими в інших населених пунктах.
Працездатне населення зайняте у сфері обслуговування, торгівлі та медустанов у прилеглих містах Святогірськ та Слов'янськ, у будівництві житла та випадкових заробітках.
Хороша екологічна обстановка приваблює до села багато багатих громадян, які володіють безліччю земельних ділянок з комфортабельними дачами та проживають тут у теплу пору року.

### Російське вторгнення в Україну (2022)

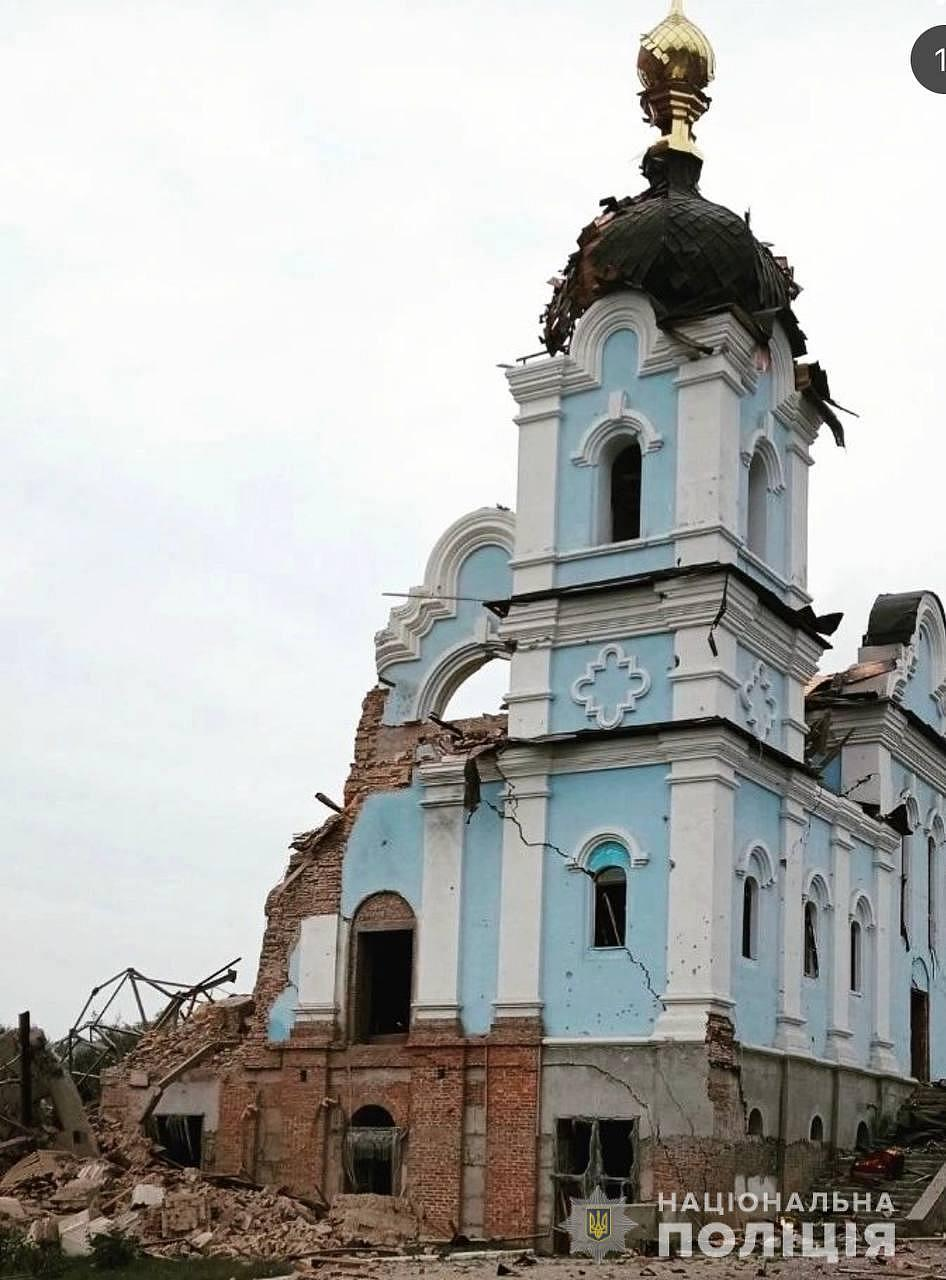
Зруйнований храм у Богородичному

Після повномасшабного вторгнення Росії в селі та його околицях точилися бої, під час яких воно переходило з рук до рук 14 разів. Майже всі будівлі та інфраструктура були знищені, а багато доріг у селі та його околицях заміновані. 
Влітку 2022 року село було захоплено російськими окупантами внаслідок їхнього наступу на Святогірськ, який пізніше теж перейшов під контроль російських військ.
З 800 осіб, які жили в селі до війни, станом на березень 2023 року в ньому залишилося семеро. Нещодавно збудований храм Богородиці був майже повністю зруйнований.
11 вересня село було звільнене Збройними Силами України, на наступний день також був звільнений Святогірськ. Під час окупації Богородичне дуже постраждало і стало селом-привидом.

## Населення
На 2013 рік у селі зареєстровано 741 особу, яка проживає у 545 домогосподарствах. У дев'ятирічній школі навчається 130 школярів (2015).

### Мова
Розподіл населення за рідною мовою за даними перепису 2001 року:
| Мова            | Кількість | Відсоток |
| --------------- | --------- | -------- |
| українська      | 681       | 85.77%   |
| російська       | 106       | 13.35%   |
| вірменська      | 5         | 0.62%    |
| білоруська      | 1         | 0.13%    |
| інші/не вказали | 1         | 0.13%    |
| Усього          | 794       | 100%     |

## Пам'ятки
Село знаходиться в так званій «Донецькій Швейцарії» — мальовничому місці Святогір'я. Річка Сіверський Донець, вкриті листяним лісом пагорби правого берега і соснові ліси лівобережжя створюють унікальний мікроклімат. На околиці села починається стежка «Донецький терренкур» яка суперничає по мальовничості місць з теренкурами П'ятигорська. Протяжність стежки — близько 4 км, вона закінчується біля підніжжя Лисої Гори.
В 1981 році в селі було встановлено пам'ятник «Скорботна мати» роботи Леоніда Артемовича Бриня. Монумент має висоту 4,5 метра і виконаний з гранітної крихти і залізобетону.

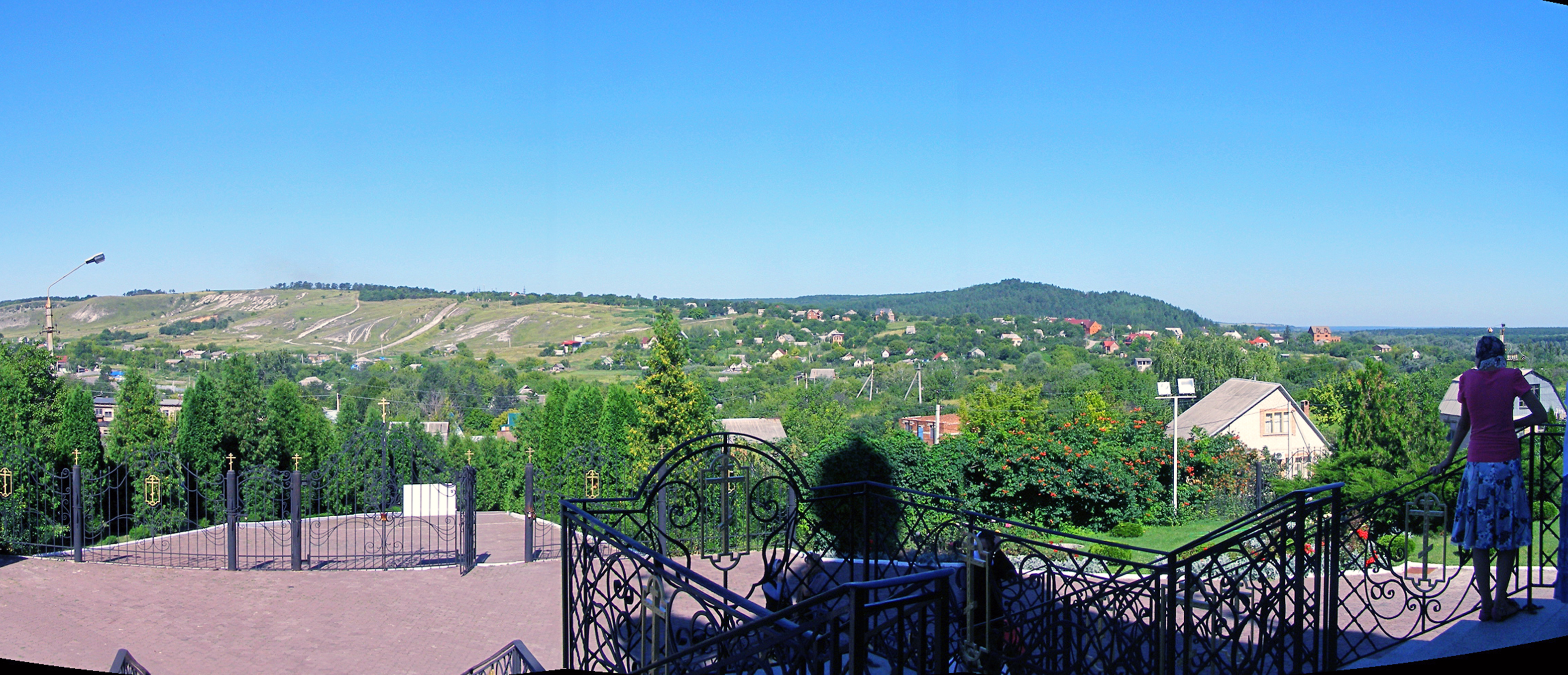
Панорама села
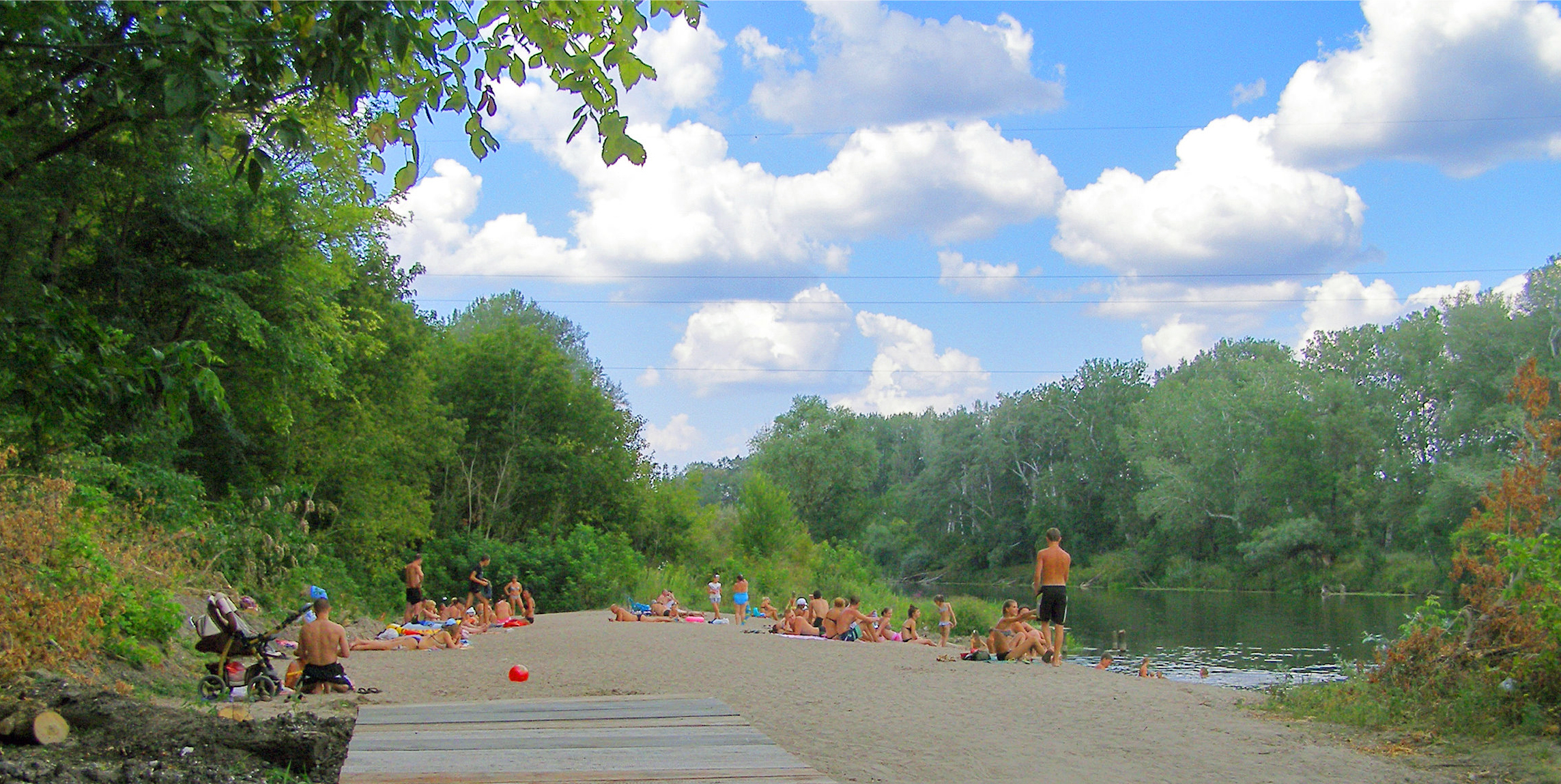
Сільський пляж
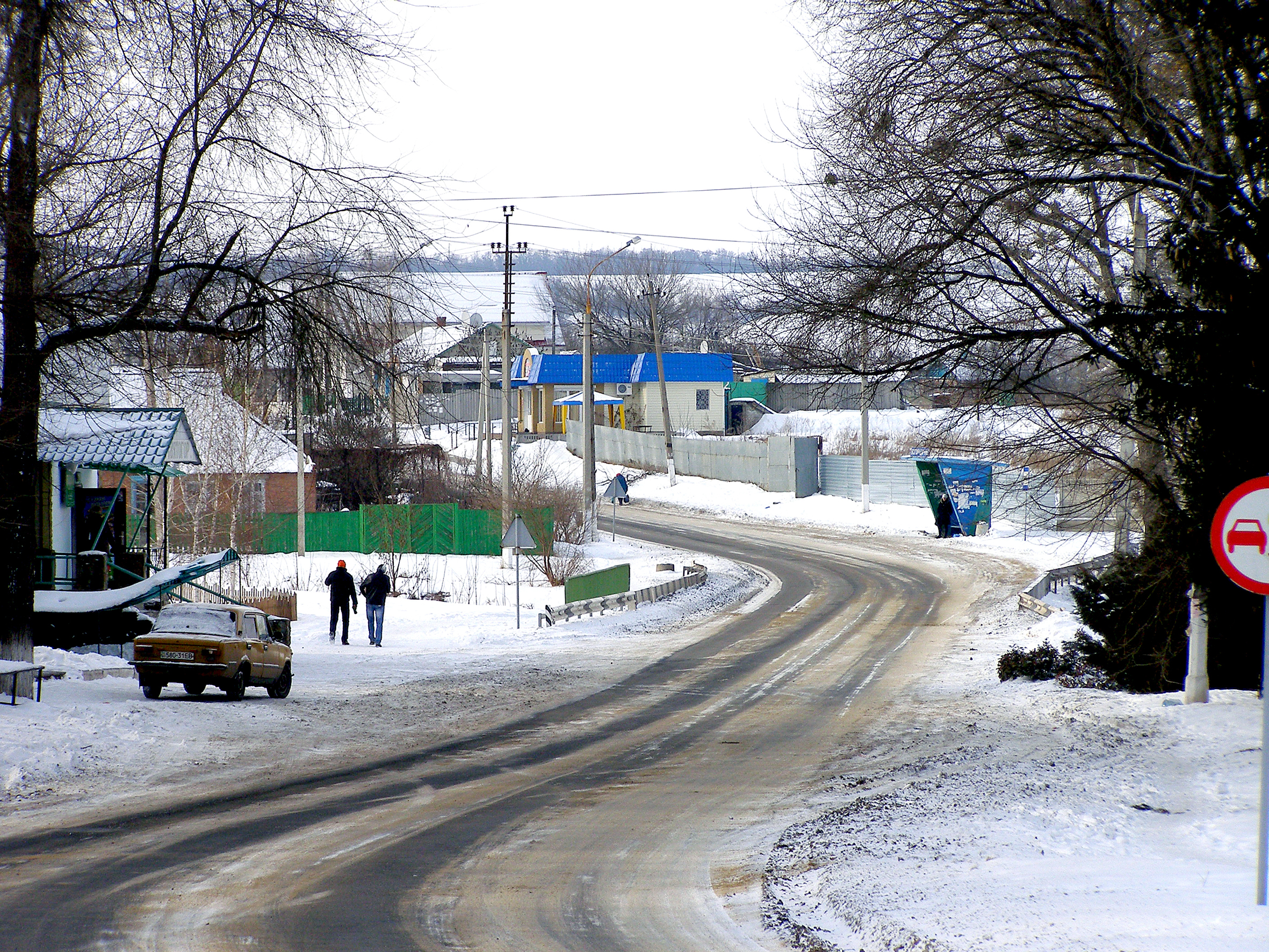
Центр села
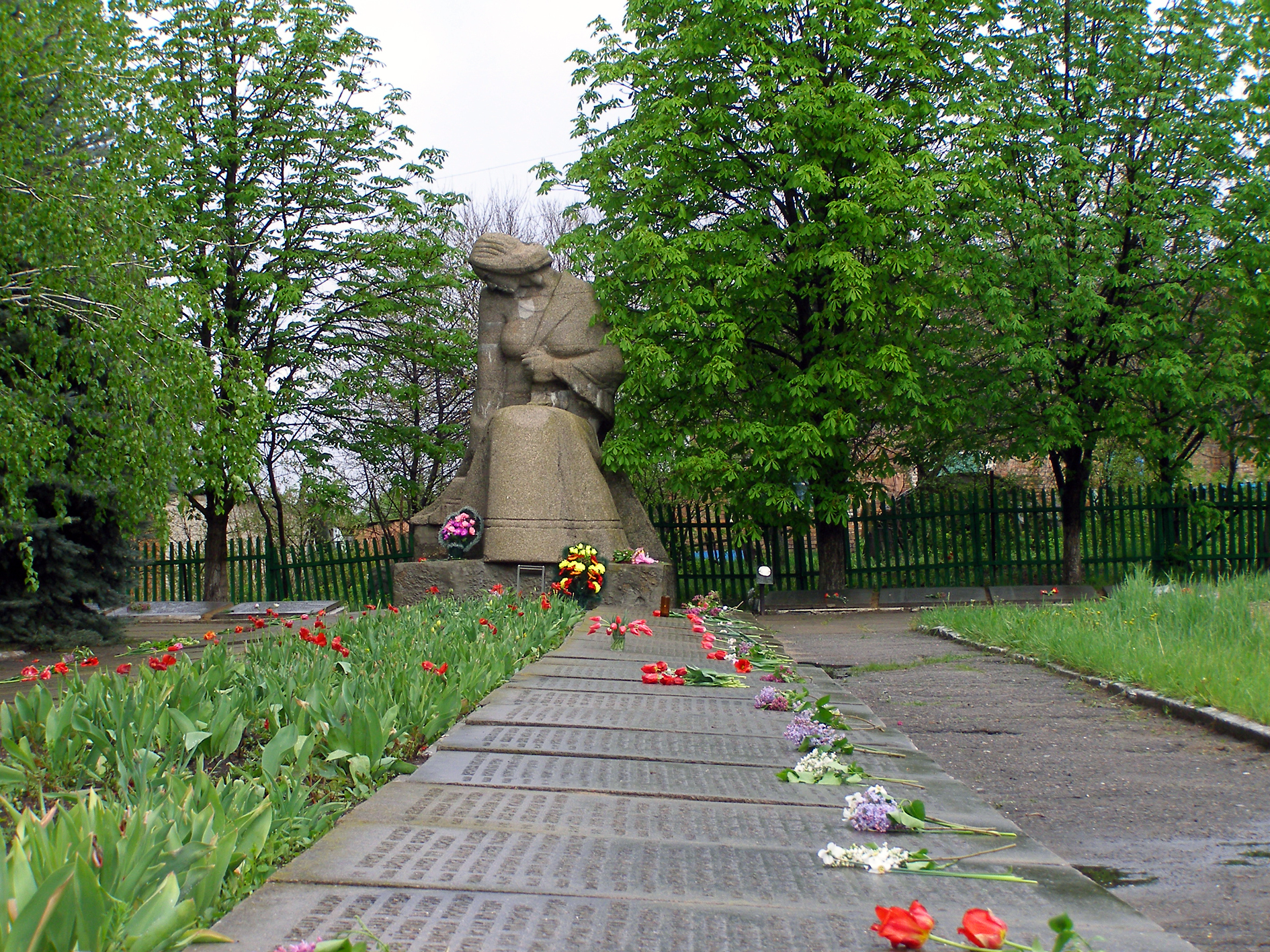
"Скорботна мати"

## Релігія

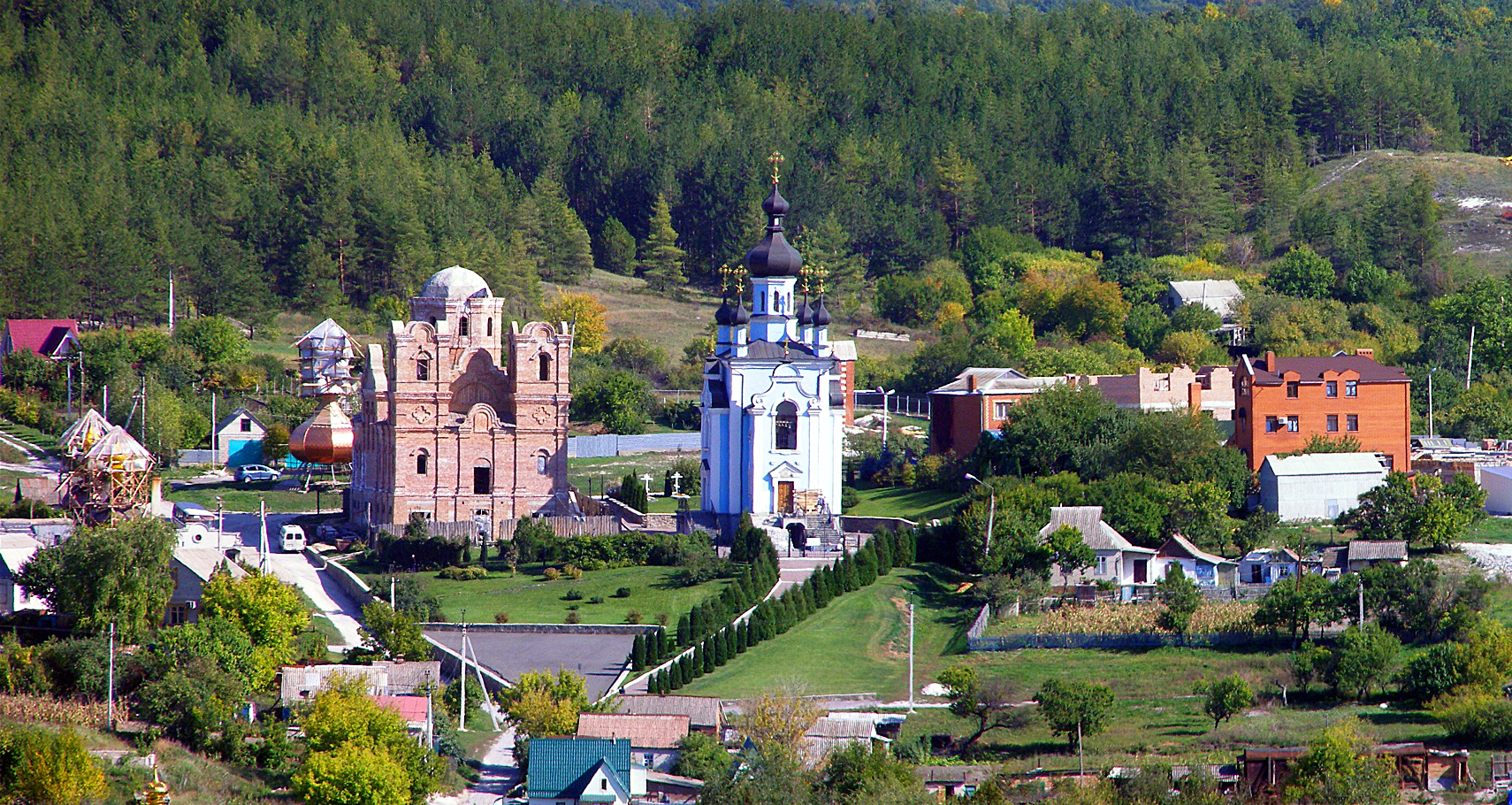
Скит ікони Божої Матері "Всіх Скорботних Радість"

Разом з відновленням 1992 року Свято-Успенського Святогірського монастиря (і набуттям статусу Лаври 2004 року) у місті Святогірську, в селі Богородичне 2005 року освячено храм ікони Божої Матері «Всіх Скорботних радість», який перетворено на Богородицьку лавру.
Місцева школа стала об'єктом піклування обителі, з 2010 року тут організовано православну школу. Уроки проводяться по суботах та тривають 2 години. Учні в школі віком від 4-х до 14 років. Діти вивчають Закон Божий, основи православного життя, рукоділля та ходять на екскурсії.
Станом на 2015 рік скит прийняв до себе 124 біженці з районів бойових дій на території Донецької області.
2022 року скит був значно пошкоджений. Руйнування зазнала верхня частина каплиці. Слідом за Всіхсвятським скитом виявився практично повністю зруйнованим скит на честь ікони Божої Матері «Всіх скорботних Радість» з двома храмами та будинками капітальної споруди. Більшість з них ремонту не підлягає.